# هوميا (ربة)
هوميا (بالإنجليزية: Haumea)‏ ربة الخصب البولينيزية وعلى الأخص في هاواي، وهي ربة الولادة أيضا. فهي التي منحت الولادة لمختلف المخلوقات الغريبة والصاخبة. وهومیا ساحرة مقتدرة، جعلت نفسها تلد ثانية مثل أي امرأة شابة حتى تتزوج من أبنائها وأحفادها. وبأعشابها وعصاها السحرية كانت تجذب السمك. وأخيرا حطم المخادع کولو قوتها وقتلها. وهي أم بیلي [الإنجليزية] ربة النار.